# Samir Nasri
Samir Nasri (sinh ngày 26 tháng 6 năm 1987 tại Marseille) là một cựu cầu thủ bóng đá người Pháp gốc Algérie.

## Cuộc sống cá nhân
Giống như một số cầu thủ người Pháp khác Nasri có gốc gác từ một quốc gia Châu Phi là Algeria. Nasri lớn lên ở một vùng ngoại ô của miền đông bắc thành phố cảng Marseille. Cậu bé với đam mê bóng đá từ nhỏ đã bắt đầu sự nghiệp trên các con đường gần nơi anh sinh sống. Anh thường chơi cho một đội bóng địa phương nhưng sau khi có những xung đột với đội bóng, bố mẹ Nasri đã đưa con trai họ đến chơi cho một câu lạc bộ ở thị trấn ở miền nam nước Pháp Les Pennes-Mirabeau. Sau hai mùa giải chơi cho đội bóng này, sự nghiệp của Nasri đã bước sang trang mới khi anh được câu lạc bộ giàu truyền thống Olympique de Marseille tuyển vào đội trẻ.

## Phong cách chơi bóng

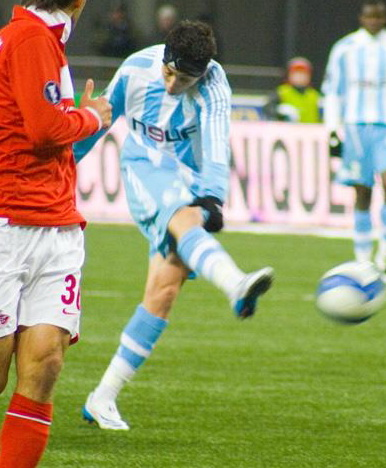
Nasri trong một trận đấu

Huấn luyện viên Arsenal Arsène Wenger từng so sánh Nasri với cựu cầu thủ "Pháo thủ" Robert Pirès và đánh giá Nasri là một cầu thủ nổi bật về kĩ thuật và tốc độ, cơ động và có tầm nhìn. Anh cũng được xem là truyền nhân của Zinedine Zidane ở vị trí tiền vệ.

## Sự nghiệp câu lạc bộ

### Olympique de Marseille
Nasri bắt đầu chơi bóng tại Marseille năm lên chín tuổi. Anh bắt đầu chơi tại Ligue 1 từ mùa 2004-2005 lúc 17 tuổi, đá 13 trận trong đội hình chính và vào thay người trong 11 trận, ghi 1 bàn.
Mùa giải tiếp theo Nasri góp mặt vào UEFA Cup (10 trận; không bàn thắng) và Intertoto Cup (một trận; một bàn thắng). Mùa bóng 2006/2007 Nasri ghi bàn thắng đầu tiên của giải Ligue 1 và sau đó vào ngày 29 tháng 8 năm 2007 anh tiếp tục ghi bàn thắng quyết định trong trận đấu với Sochaux giúp Marseille giành chiến thắng chung cộc 4–2. Chiến thắng này giúp Marseille lọt vào top 4 của Ligue 1 khi mà mùa giải chỉ còn 4 vòng đấu, đồng nghĩa với việc họ có cơ hội tham dự vòng loại Champion League mùa giải tiếp theo. Samir Nasri cũng góp mặt trong đội hình tham dự trận chung kết Coupe de France năm 2006 giữa Marseille và Paris Saint-Germain và năm 2007 với FC Sochaux.
Vào ngày 20 tháng 5 năm 2007, Narsi được bầu chọn là cầu thủ trẻ của năm vượt qua Jimmy Briand và Karim Benzema. Anh đồng thời được bầu chọn là cầu thủ được yêu thích nhất của câu lạc bộ, với số phiếu ủng hộ là 62%. Thêm vào đó, Narsi được coi như là một trong những Zidane mới của bóng đá Pháp bởi nhãn quan chiến thuật và khả năng cầm, rê rắt bóng.

### Arsenal
Anh chuyển sang thi đấu cho Arsenal ngày 11 tháng 7 năm 2008 khi đồng ý ký vào bản hợp đồng 4 năm. Phí chuyển nhượng không được tiết lộ, nhưng được dự đoán vào khoảng 12 triệu £.

### Manchester City

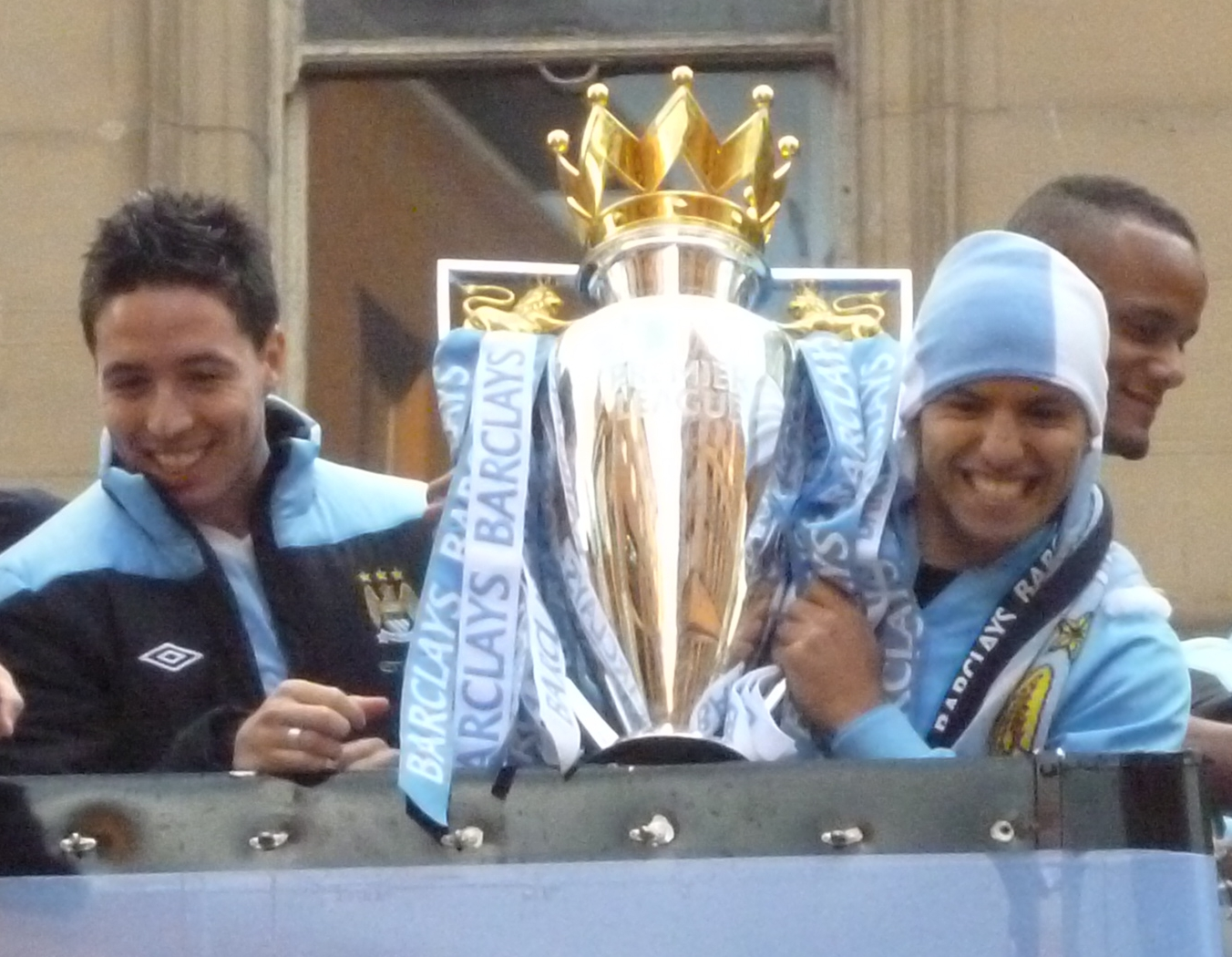
Nasri (bên trái) và Sergio Agüero trong cuộc diễu hành khi Manchester City đoạt cup Premier League vào tháng 5 năm 2012.

Ngày 24 tháng 8 năm 2011, đã có xác nhận Nasri gia nhập Manchester City. Phí chuyển nhượng được định giá vào khoảng 25 triệu £ và Nasri ký hợp đồng 4 năm. Nasri được trao số áo 19 và ra sân lần đầu tiên trong màu áo mới ngày 28 tháng Tám trong trận đấu thuộc giải Ngoại hạng trên sân khách gặp Tottenham Hotspur. Trong trận đấu đó, anh đóng góp trong 3 bàn thắng qua đó Manchester City giành chiến thắng 5–1.

## Thống kê sự nghiệp

### CLB
Tính đến 29 tháng 1 năm 2017.
| CLB             | Mùa giải       | Giải | Giải | Cúp  | Cúp | Châu Âu | Châu Âu | Tổng | Tổng |
| CLB             | Mùa giải       | Trận | Bàn  | Trận | Bàn | Trận    | Bàn     | Trận | Bàn  |
| --------------- | -------------- | ---- | ---- | ---- | --- | ------- | ------- | ---- | ---- |
| Marseille       | 2004–05        | 24   | 1    | 1    | 0   | 0       | 0       | 25   | 1    |
| Marseille       | 2005–06        | 30   | 1    | 5    | 0   | 14      | 1       | 49   | 2    |
| Marseille       | 2006–07        | 37   | 3    | 7    | 0   | 6       | 0       | 50   | 3    |
| Marseille       | 2007–08        | 30   | 6    | 4    | 0   | 8       | 0       | 42   | 6    |
| Marseille       | Tổng           | 121  | 11   | 17   | 0   | 28      | 1       | 166  | 12   |
| Arsenal         | 2008–09        | 29   | 6    | 5    | 0   | 10      | 1       | 44   | 7    |
| Arsenal         | 2009–10        | 26   | 2    | 2    | 0   | 6       | 3       | 34   | 5    |
| Arsenal         | 2010–11        | 30   | 10   | 8    | 3   | 8       | 2       | 46   | 15   |
| Arsenal         | 2011–12        | 1    | 0    | 0    | 0   | 0       | 0       | 1    | 0    |
| Arsenal         | Tổng           | 86   | 18   | 15   | 3   | 24      | 6       | 125  | 27   |
| Manchester City | 2011–12        | 31   | 5    | 5    | 1   | 9       | 0       | 45   | 6    |
| Manchester City | 2012–13        | 27   | 2    | 3    | 2   | 6       | 1       | 38   | 5    |
| Manchester City | 2013–14        | 34   | 7    | 5    | 3   | 7       | 1       | 46   | 1    |
| Manchester City | 2014–15        | 24   | 2    | 3    | 0   | 6       | 1       | 33   | 3    |
| Manchester City | 2015–16        | 7    | 1    | 0    | 0   | 1       | 0       | 8    | 1    |
| Manchester City | 2016–17        | 1    | 0    | 0    | 0   | 0       | 0       | 1    | 0    |
| Manchester City | Tổng           | 124  | 17   | 16   | 6   | 29      | 3       | 171  | 26   |
| Sevilla (mượn)  | 2016–17        | 13   | 2    | 2    | 0   | 3       | 1       | 18   | 3    |
| Sevilla (mượn)  | Tổng cộng      | 13   | 2    | 2    | 0   | 3       | 1       | 18   | 3    |
| Tổng sự nghiệp  | Tổng sự nghiệp | 344  | 48   | 50   | 9   | 84      | 11      | 480  | 68   |

### Bàn thắng quốc tế
| 1                                     | 6 tháng 6 năm 2007   | Sân vận động l'Abbé Deschamps, Auxerre, Pháp | Gruzia               | 1–0 | 1–0 | Vòng loại Euro 2008      |
| 2                                     | 16 tháng 11 năm 2007 | Stade de France, Saint-Denis, Pháp           | Maroc                | 2–1 | 2–2 | Giao hữu                 |
| 3                                     | 11 tháng 10 năm 2011 | Stade de France, Saint-Denis, Pháp           | Bosna và Hercegovina | 1–1 | 1–1 | Vòng loại Euro 2012      |
| 4                                     | 11 tháng 6 năm 2012  | Donbass Arena, Donetsk, Ukraina              | Anh                  | 1–1 | 1–1 | Euro 2012                |
| 5                                     | 10 tháng 9 năm 2013  | Sân vận động Trung tâm, Gomel, Belarus       | Belarus              | 2–3 | 2–4 | Vòng loại World Cup 2014 |
| Thống kê đến ngày 10 tháng 9 năm 2013 |                      |                                              |                      |     |     |                          |

## Danh hiệu

#### Olympique de Marseille
- Intertoto Cup: 2005

#### Quốc tế
- Giải vô địch bóng đá U-17 châu Âu 2004

#### Quốc gia
- Vô địch Premier League 2011-2012 với Manchester City
- Vô địch Premier League 2013-2014 với Manchester City

#### Cá nhân
- Ligue 1 Young Player of the Year: 2006–07
- Ligue 1 Team of the Year: 2006-07